# Expansión
Expansión est un journal économique espagnol, qui est édité par Unidad Editorial. 